# 采石场惊魂
《采石场惊魂》是一款由Supermassive Games开发、2K Games发行的交互式叙事恐怖游戏，2022年6月10日于Windows、PlayStation 4、PlayStation 5、Xbox One和Xbox Series X/S平台发布。本作是《直到黎明》（2015）的精神续作。

## 剧情
劳拉(西沃恩·威廉姆斯饰)和麥斯(斯凱勒·吉桑多饰)半夜开车去纽约北部的哈克特采石场，两人被雇为该夏令营指导员。这两个人因为撞到一个不知名生物，突然偏离了道路，撞进了树林。劳拉在树林中看到女鬼(葛蕾斯·薩布麗斯基饰)，惊慌失措之余跑回车上。当地的警长(泰德·雷米饰)走近他们的车，开始怀疑他们的处境。他命令劳拉和麥斯斯在哈克特采石场附近的一家旅馆过夜，但两人还是开车去了营地。当他们到达时，他们闯入地下室调查劳拉看到的怪物，但麥斯在这个过程中受到攻击。警长到达了营地，给劳拉注射了镇静剂，并向地下室的怪物开枪。
两个月后，七名夏令营指导员——艾比盖尔(艾莉尔·温特饰)，狄倫(邁爾斯·羅賓斯饰)，艾玛(荷絲頓·塞奇饰)，雅各(扎克·廷克饰)，凯特琳(宋布兰饰)，尼克(伊凡·艾瓦格拉饰)，以及莱恩(贾斯特·史密斯饰)准备离开哈克特采石场。但他们的车辆被雅各破坏，因为他想与他的夏日情人艾玛多待一个晚上。营地的负责人克里斯·哈克特(大卫·阿奎特饰)，要求他们晚上必须锁在小屋里，然后离开，告诉他们他早上会回来。这个小组决定举办一个篝火晚会，玩一个游戏真心话大冒险。在游戏中，艾玛大胆地亲吻了艾比的心上人尼克，因而促使艾比和雅各愤然离去。艾玛去追雅各，尼克去追艾比。
整个晚上，两个叫巴比(伊森·索普饰)和杰迪戴亚(蘭斯·亨利克森饰)的人跟踪指导员。艾玛在营地湖边找到了心烦意乱的雅各；为了让他冷静下来，她邀请他去游泳，他同意了。艾比在森林里与尼克重逢，但一只狼人袭击了他们并咬伤了尼克，所以她一边尖叫着求救，一边向其他人冲去。雅各听到她的尖叫声，跑进树林去帮助她，而艾玛游到湖中央的一个岛上。狄倫、凯特琳和莱恩找到艾比，并同意救助尼克。他们带他到营地小屋恢复，然后狄倫和莱恩前往营地的无线电小屋，向外界发出求救信号。在泳池小屋避难后，尼克的病情开始恶化，最终他变成了一个狼人，并逃进了树林。
劳拉到达了营地小屋，告诉大家她和麥斯发生了什么事。她告诉他们，警长是克里斯的兄弟，崔维斯·哈克特，他囚禁了他们两个月，在此期间，劳拉越狱并杀死了狼人凯丽。劳拉透露，采石场有一个通过咬伤传播的狼人诅咒。克里斯被诅咒在每个月圆之夜变成狼人，是他感染了麥斯。劳拉想杀了克里斯，这样诅咒就能结束。劳拉请求莱恩帮助她的任务，他勉强同意和她一起去。两人前往哈克特家族宅邸，女族长康丝坦斯(琳·雪伊饰)痛斥崔维斯未能保护好家庭。据透露，杰迪戴亚是一家之主，巴比、克里斯和崔维斯是他们的三个儿子。劳拉和莱恩在他们的家中了解了更多关于哈克特家族的历史，他们偷听了康丝坦斯和崔维斯之间的谈话。哈克特夫妇当场抓住了他们，一场打斗随之而来。在骚乱中，狼人克里斯袭击了他的家人以及劳拉和莱恩，莱恩杀死了克里斯。
战斗结束后，崔维斯向劳拉透露，克里斯的死并不会结束诅咒。他解释说，狼人的祖先，是白狼塞拉斯，是畸形秀占卜师伊莉莎(葛蕾斯·薩布麗斯基饰)的孩子，一直在指导玩家的选择，每一章使用塔罗牌预测，也是游戏中经常出现的女鬼。六年前，哈克特家族来到树林附近参加畸形秀。克里斯的孩子凯勒布和凯丽试图通过放火分散注意力，来解救“狗男孩”塞拉斯，但他们在此过程中烧毁了演出，甚至造成前警长的身亡。塞拉斯在被凯勒布释放时咬了他，然后凯勒布把诅咒传给了克里斯和凯丽。
最终凯特琳、狄倫两人联手，在营地小屋背水一战，凯特琳成功杀死狼人凯勒布。劳拉、莱恩和崔维斯则三人联手，踏上前往猎杀白狼塞拉斯的旅途。他们前往两个月前劳拉和麥斯车祸的同一地点，劳拉成功杀死白狼塞拉斯，永久终结狼人诅咒。生还者们熬过惊魂之夜，当第二天早晨到来时，警察局到达了夏令营。

### 结局
游戏结局会显示所有角色存活情况，展示制作人员名单的同时，会播放《真相诡谈》节目，如果在之前有收集到足够的隐藏线索和证据，将会在该节目中揭露伏笔。

## 参演角色

### 主要角色
西沃恩·威廉姆斯  扮演 劳拉
宋布兰 扮演 凯特琳
邁爾斯·羅賓斯 扮演 狄倫
艾莉尔·温特 扮演 艾比盖尔
賈斯特·史密斯 扮演 莱恩
斯凱勒·吉桑多 扮演 麥斯
荷絲頓·塞奇 扮演 艾玛
扎克·廷克 扮演 雅各
伊凡·艾瓦格拉 扮演 尼克

### 哈克特家族
大衛·艾奎特 扮演 克里斯（狼人）
伊森·索普 扮演 巴比（猎人）
蘭斯·亨利克森 扮演 杰迪戴亚（男族长）
琳·雪伊 扮演 康丝坦斯（女族长）
泰德·雷米 扮演 崔维斯（警长）

### 女鬼
葛蕾斯·薩布麗斯基 扮演 伊莉莎（女鬼）

## 评价
根据评论汇总网站Metacritic的统计，《采石场惊魂》获得了“普遍好评”。